# Оленья (губа, Баренцево море)
Оленья — губа, боковой рукав Кольского залива Баренцева моря.

## Название
Название происходит от поморского «губа» — залив, а «оленья» связано с тем, что в прошлом здесь размещались стада промысловых оленей.

## Географическое положение
Залив расположен в 45 км севернее Мурманска. На южном берегу губы Оленья расположен посёлок Оленья Губа с базой атомных подводных лодок Северного флота России.
Губа направлена с запада на восток.

## Описание
Губа Оленья, благодаря своему географическому положению, удобна для прохождения различного вида судов. Она является удобной глубокой бухтой (до 60 метров), защищена полуостровом от ветров, преимущественно холодных северных, и волн.
Вершиной залива является бухта Кут. На южной стороне губы расположен судоремонтный завод «Нерпа».